# 下野紗弥
下野 紗弥（しもの さや、10月8日 - ）は、大分朝日放送 (OAB) のアナウンサー兼記者。

## 来歴・人物
大分県別府市出身。2018年に入社した。
大分県立大分上野丘高校、青山学院大学出身で、大学時代は神奈川県で過ごした。
青山学院の竹石尚人は大学の後輩であり、いとこでもあるという。

## 担当番組
- じもっと!OITA
- 5スタ